# 北海道防衛局
北海道防衛局（ほっかいどうぼうえいきょく、Hokkaido Defense Bureau）は、防衛省の地方防衛局のひとつ。2007年9月1日に札幌防衛施設局（防衛施設局）から改組された。
下部組織に、帯広防衛支局、千歳防衛事務所がある。

## 所在地・管轄区域
- 北海道防衛局（本部）

札幌市中央区大通西12丁目　札幌第3合同庁舎
北海道
- 帯広防衛支局

帯広市西6条南7丁目3　帯広地方合同庁舎
帯広市、釧路市、北見市、網走市、紋別市、根室市、オホーツク総合振興局管内、十勝総合振興局管内、釧路総合振興局管内、根室振興局管内
- 千歳防衛事務所

千歳市東雲町3丁目2-1
千歳市、室蘭市、苫小牧市、登別市、恵庭市、伊達市、北広島市、虻田郡豊浦町及び洞爺湖町、有珠郡、白老郡、勇払郡（占冠村を除く）、沙流郡、新冠郡、日高郡、浦河郡、様似郡、幌泉郡

## 主要幹部
| 官職名         | 階級       | 氏名     | 補職発令日     | 前職                           |
| -------------- | ---------- | -------- | -------------- | ------------------------------ |
| 北海道防衛局長 | 防衛事務官 | 掛水雅俊 | 2025年08月01日 | 地方協力局地域社会協力総括課長 |
| 次長           | 防衛事務官 | 本多浩三 | 2024年07月19日 | 地方協力局労務管理課長         |
| 防衛補佐官     | 1等陸佐    | 米田浩之 | 2024年03月28日 | 自衛隊体育学校第2教育課長      |